# Dímelo Flow

Jorge Valdés Vázquez (Ciudad de Panamá, 11 de septiembre de 1989), conocido artísticamente como Dímelo Flow, es un cantante, productor discográfico, compositor y DJ panameño.

## Carrera
Dímelo Flow, cuyo verdadero nombre es Jorge Valdés Vázquez, es un productor y DJ panameño reconocido por fusionar ritmos latinos con sonidos mainstream. Con colaboraciones que abarcan a Arcángel, Ozuna, Bad Bunny, Daddy Yankee, Rauw Alejandro y muchos más, se ha consolidado como uno de los productores más destacados de la música latina.
Actualmente en el puesto número 1 de la lista de los "Mejores Productores" Latinos de Billboard, Flow ha logrado múltiples éxitos en la lista "Hot Latin Songs" y ha sido fundamental en el lanzamiento de las carreras de artistas como Sech y Dalex. Su producción en Otro Trago se convirtió en un éxito mundial, encabezando las listas de Billboard y Spotify, y cuenta con más de 1.500 millones de visitas en YouTube y 1.000 millones de reproducciones en todo el mundo.
Originalmente aspiraba a ser jugador de baloncesto, pero un accidente que le cambió la vida lo llevó hacia la música. Empezó como DJ a los 15 años y rápidamente se hizo famoso, llegando a producir el álbum revelación de Justin Quiles. La Promesa. Hoy, Dímelo Flow se sitúa a la vanguardia del auge global de la música latina.

Se inició en el negocio de la música llevando discos y promocionando fiestas para los DJ locales de Ocala (Florida) Klarc Shepard, DJ Stilo, Rico Sánchez y muchos otros que fueron influyentes en Florida Central a principios de 2003. Introducido en el ámbito de las fiestas privadas con el apoyo de sus compañeros disc jockeys, mejoró sus habilidades y comenzó a perfeccionar su oficio. Entre los 20 y los 23 años, con la ayuda de Klarc Shepard, aterrizó como talento al aire en Magic 101.3 FM. WTMG en Gainesville Florida. Después de que su posición en la radio se convirtiera en un callejón sin salida, se mudó y siguió a su mentor de mucho tiempo, Rico "The Politician" Sánchez, donde consiguió un papel de MC en el club nocturno Prana Nightclub en Ybor City (Florida).
En 2014, actuó tres días a la semana como DJ en Green Gators, un club nocturno de Tampa, donde conoció a Justin Quiles mientras abría su espectáculo. Quiles en ese momento estaba en aumento y todavía estaba buscando nuevos talentos para agregar a su grupo y compartió su interés en él y en trabajar con los principales artistas de la industria de la música.
Luego, Flow colaboró con Quiles actuando como DJ y participó en numerosas giras por todo el país y Europa. Después de mucho éxito en un entorno de equipo, a Flow se le ofreció un contrato discográfico a través del sello discográfico de Quiles, Rich Music. 
En junio de 2017, Flow lanzó su sencillo debut como artista, In the Morning, con Justin Quiles y Fuego. Tiene un contrato con el sello discográfico Rich Music.

## Discografía
Álbumes de estudio
- 2022: Always Dream[6]

Mixtapes
- 2019: The Academy (Los Avengers)
- 2024: The Academy: Segunda Misión